# Saisie-gagerie
En procédure civile, la saisie-gagerie est la « procédure permettant à un bailleur de rendre indisponible le mobilier d'un locataire qui ne paie pas les loyers exigibles ».

## Droit par pays

### Droit canadien
Bien que cette procédure n'existe pas au Québec, elle est présente dans la procédure civile des provinces de common law (anglais ː distress). Par exemple, la Loi sur la location commerciale de l'Ontario énonce des règles sur la saisie-gagerie. Le recours de saisie-gagerie est un recours où un propriétaire demande à un huissier de saisir les biens du locataire en garantie du paiement du loyer.
Plutôt que de prévoir un recours de saisie-gagerie, le droit québécois donne la possibilité à un bailleur  de constituer une sûreté sur les meubles qui garnissent les lieux loués (l'hypothèque mobilière sans dépossession).

### Droit français
Cette procédure n'existe plus en droit français depuis la loi de réforme des procédures civiles d'exécution de 1991.